# Walter Burley Griffin
 Walter Burley Griffin (Maywood, 24 de novembro de 1876 - Lucknow, 11 de fevereiro de 1937) foi um arquiteto e paisagista estadunidense, conhecido principalmente pelo projeto da cidade de Canberra, capital da Austrália, Foi um dos primeiros a utilizar garagens residenciais sem paredes e é responsável por inovações na utilização do concreto armado.
Influenciado pela Prairie School de Chicago, Griffin desenvolveu seu estilo pessoal de arquitetura moderna. Durante  28 anos, grande parte de sua carreira, Griffin trabalhou em conjunto com sua esposa Marion Mahony Griffin, projetando mais de 350 prédios, jardins, interiores, móveis e cidades, bem como desenvolvendo novos materiais de construção.

## Primeiros anos

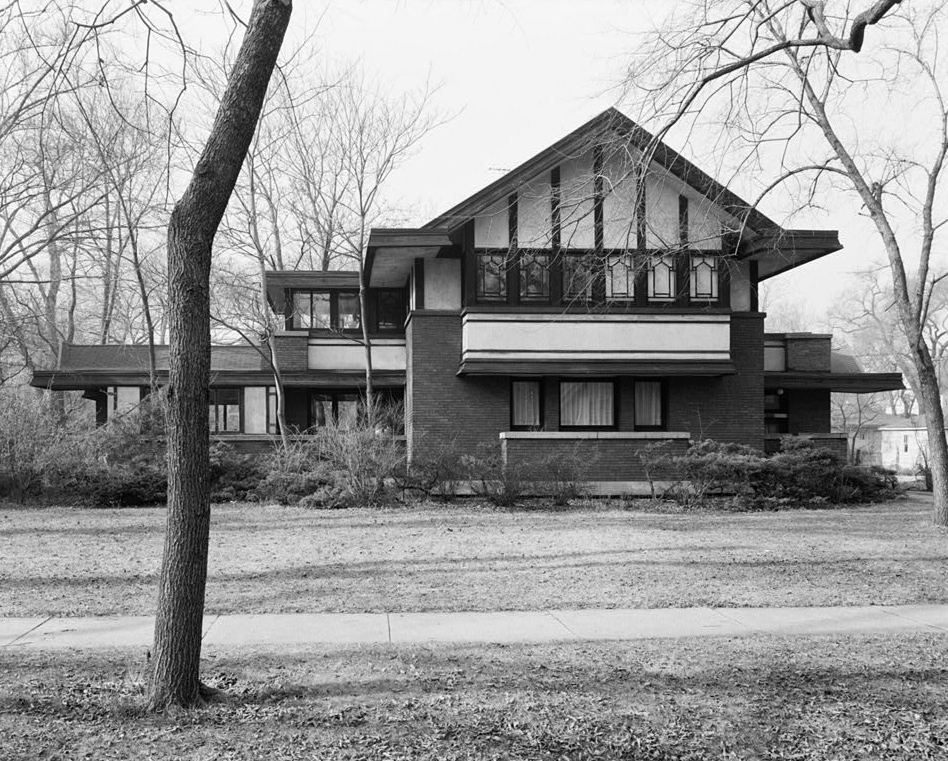
Frederick Carter House 1910

Griffin nasceu em 1876 em Maywood, Illinois, subúrbio de Chicago, o mais velho dos quatro filhos de George Walter Griffin, agente de seguros, e de Estelle Griffin. Em sua infância, sua família mudou-se para Oak Park, Illinois e depois para Elmhurst, Illinois. Ainda menino, como já mostrava interesse por paisagismo, seus pais permitiram que desenhasse o jardim de sua nova casa em Elmhurst. Griffin terminou o estudo intermediário na escola Oak Park High School. Pensou em cursar paisagismo mas foi aconselhado a escolher carreira mais lucrativa pelo paisagista O. C. Simonds.
Griffin decidiu-se então pela arquitetura, graduando-se em 1899 pela University of Illinois, curso então sob a direção de Nathan Clifford Ricker, arquiteto formado na Alemanha, cujo magistério enfatizava principalmente aspectos técnicos. Durante sua formação, Griffin também estudou horticultura e florestamento.

## Carreira em Chicago

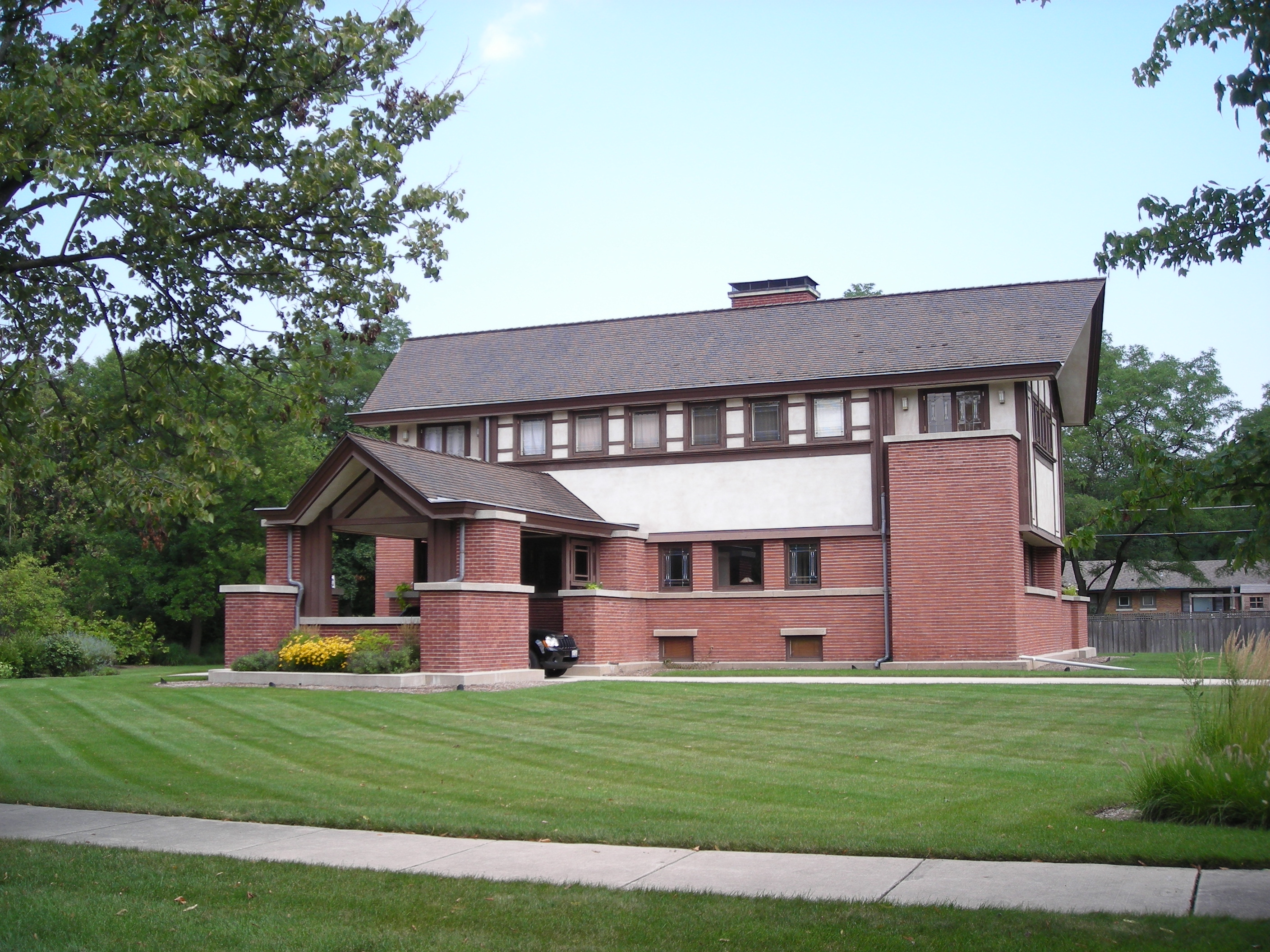
Casa William H. Emery Jr., 1903

Após terminar os estudos, Griffin mudou-se para Chicago, onde durante dois anos esboçou projetos nos escritórios dos arquitetos Dwight H. Perkins, Robert C. Spencer Jr., e H. Webster Tomlinson, em Steinway Hall. Seus empregadores trabalhavam no estilo Prairie School, estilo marcado por linhas horizontais, coberturas planas com amplos beirais, construção reforçada e artesanal, e pouca ornamentação. Louis Sullivan foi influente entre os arquitetos da Prairie School e Griffin admirava seu trabalho, bem como a sua filosofia de que deveria projetar algo novo, livre de influências históricas. Além de Sullivan, outros arquitetos influentes identificados com a Prairie School incluem George Grant Elmslie, George Washington Maher, William Gray Purcell, William Drummond e principalmente, Frank Lloyd Wright.
Em julho de 1901 Griffin passou no exame estadual de arquitetura de Illinois e obteve sua licença de modo a iniciar sua prática profissional. Começou a trabalhar no famoso estúdio Oak Park, Illinois de Frank Lloyd Wright. Apesarem de nunca terem sido associados, Griffin cuidou da construção de muitas casas famosa de Wright, incluindo a Willits House em 1902 e o Larkin Administration Building de 1904. A partir de 1905 encarregou-se dos projetos de paisagismo para or prédios de Wright. Wright permitiu que Griffin e outros empregados aceitassem pequenas encomendas para si próprios.  A William H. Emery house, Elmhurst, Illinois, construída em 1903 foi um desses trtabalhos. Enquanto trabalhava para Wright, Griffin apaixonou-se pela irmã dele, Maginel Wright, no entanto ela rejeitou sua proposta de casamento.

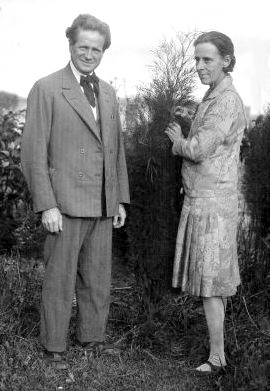
Retrato de Walter Burley Griffin e Marion Mahony Griffin, Castlecrag, Sydney, 27 de julho de 1930, National Library of Australia

No começo de 1906 Griffin demitiu-se do escritório de Wright e estabeleceu-se como autônomo em Steinway Hall. Griffin e Wright desentenderam-se logo após a viagem de Wright ao Japão em 1905. Nos cinco meses em que estivera fora, Griffin ficou responsável pelo escritório. Quando voltou, Wright disse a Griffin que ele se havia excedido em suas responsabilidades: Griffin completara diversos trabalhos de Wright, ocasionalmente substituindo os originais por seus próprios desenhos. Além disso, Wright emprestara dinheiro de Griffin para pagar suas próprias viagens, e tentou pagá-lo com gravuras que comprara no Japão. Ficou claro para Griffin que Wright nunca o tornaria um associado.
O primeiro trabalho independente de Griffin foi o projeto de paisagismo da State Normal School em Charleston, Illinois, hoje conhecida como Eastern Illinois University. No outono deste ano, 1906, Harry Peters encarregou-o de seu primeiro projeto residencial. A Peters House foi a primeira casa a ser projetada do modo hoje conhecido como planta aberta. Tratava-se de projeto econômico e facilmente construível. A partir de 1907, 13 casas foram construídas neste estilo no bairro Beverly-Morgan Park, em Chicago. Sete delas na rua W. 104th Place em Beverly, Chicago. Esta rua teve seu nome mudado para Walter Burley Griffin Place, e compõe um distrito histórico municipal dentro do National Ridge Historic District, pois este quarteirão contém a maior coleção existente de projetos de pequena escala de Griffin.

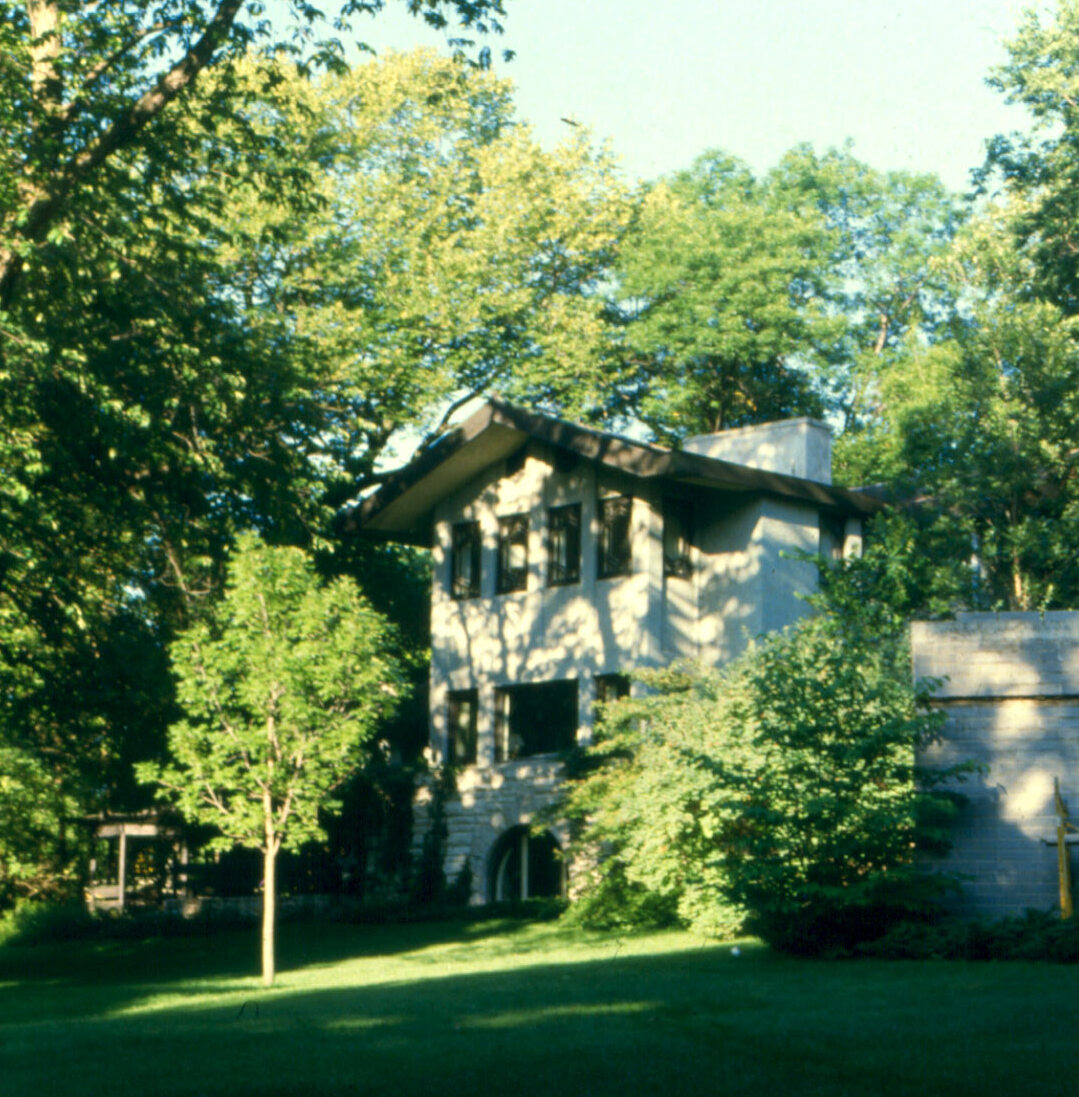
Casa Page, 1912

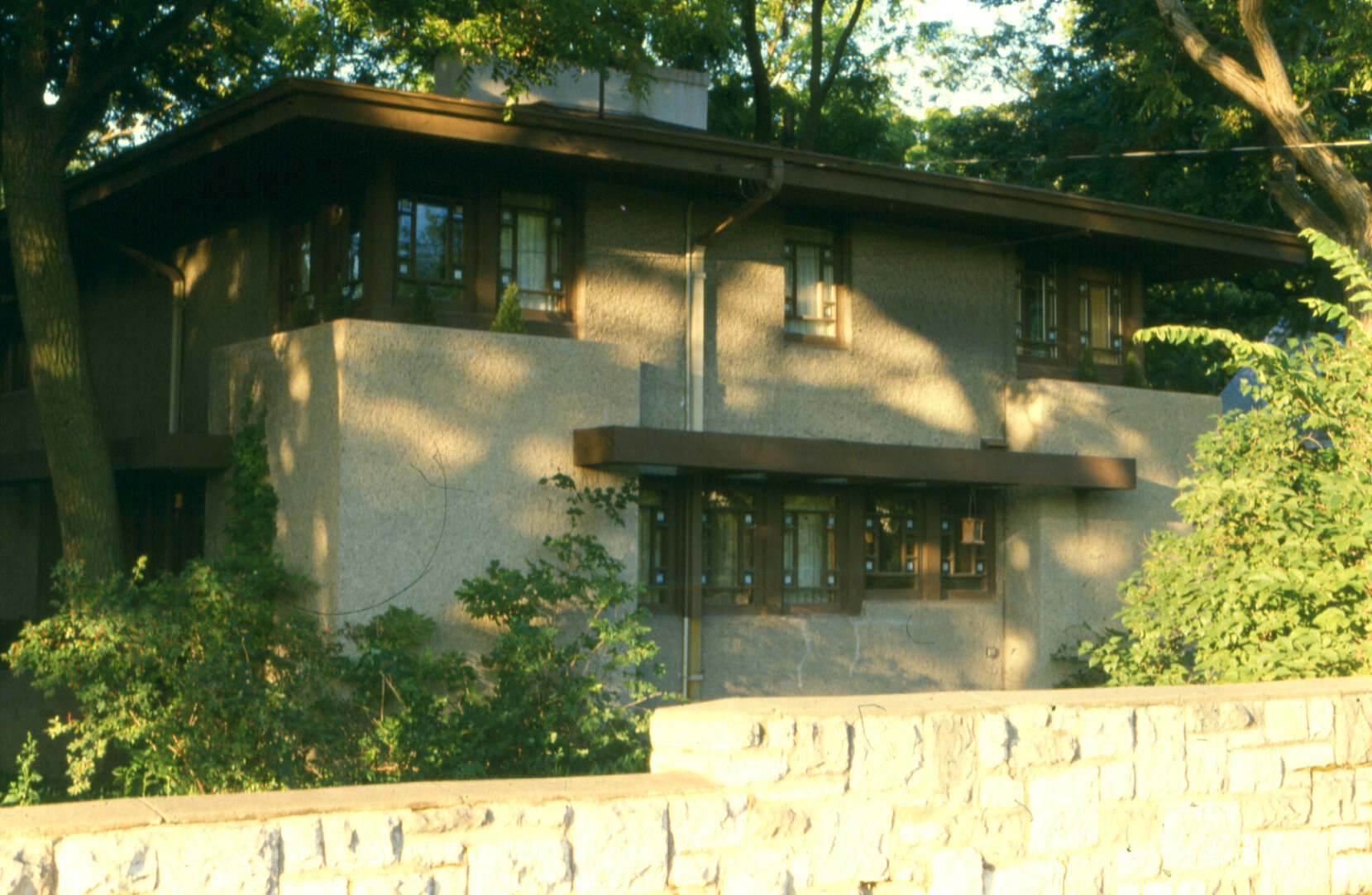
Casa Blythe-Rule, 1913

Em 1911 Griffin casou-se com Marion Lucy Mahony, arquiteta formada pelo Massachusetts Institute of Technology. Ela trabalhara primeiro no escritório de Wright, e então para o arquiteto Hermann V. von Holst, responsável pela conclusão dos trabalhos de Wright nos Estados Unidos, quando ele, envolvido com uma mulher, abruptamente viajou para a Europa em 1909. Marion Mahony recomendou a von Holst que contratasse Griffin para desenvolver os projetos de paisagismo das três casas em Milliken Place contratadas por Wright em Decatur, Illinois.  Mahony e Griffin trabalharam juntos no Projeto Decatur até seu casamento, quando Mahony passou a trabalhar no escritório de Griffin.
Rock Crest Rock Glen em Mason City, Iowa, um projeto com diversas casas de Walter Burley Griffin e Marion Mahony, é encarado como o trabalho mais dramático da década deste estilo e permanece como a maior coleção de casas, em ambiente natural, no estilo Prairie.
De 1899 a 1914, Griffin criou mais de 130 projetos de prédios, urbanismo e paisagismo; a metade deles foi construída nos estados de Illinois, Iowa, Michigan e Wisconsin. Em 1981, a Cidade de Chicago concedeu título de marco histórico às cabanas por Griffin projetadas em Prairie-style entre 1909 e 1914, no bloco 1700 da West 104th Place, já mencionadas, bem como aos 12 quarteirões em Long Drive, e os três ao longo da Seeley Avenue, entre as ruas 98th e 110th.
O relacionamento entre Griffin e Frank Lloyd Wright esfriou após a sua demissão do escritório em 1906. Com o casamento de Walter e Marion, Wright passou a considerá-los seus adversários. Depois que Griffin venceu a competição para o projeto de Canberra, e como resultado da cobertura em primeira página do New York Times, Wright e Griffin nunca se falaram novamente. Em anos posteriores, sempre que Griffin era mencionado em uma conversa Wright menosprezaria seus êxitos e a ele se referiria como "esbocista".

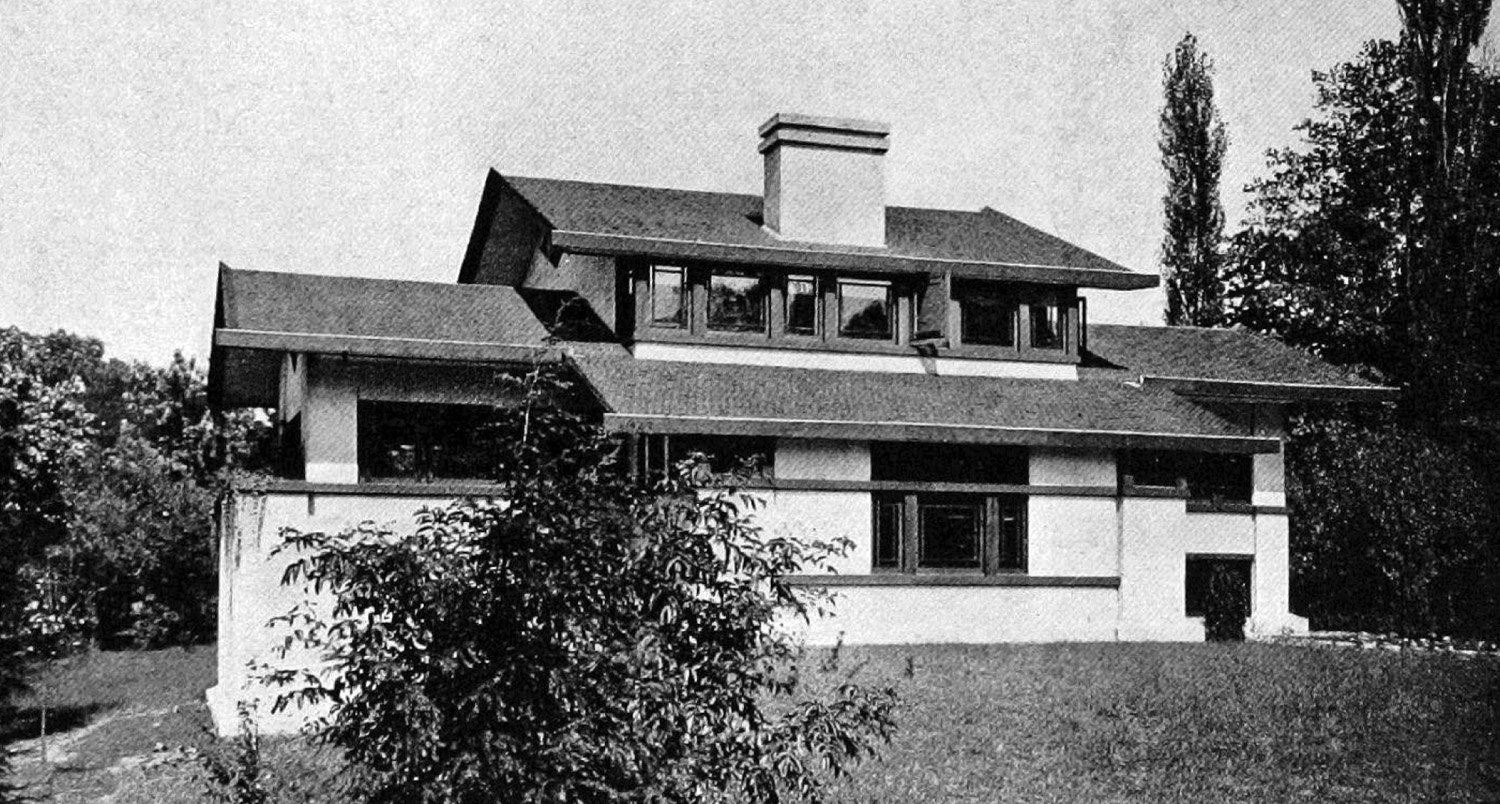
Casa Ralph Griffin, 1913

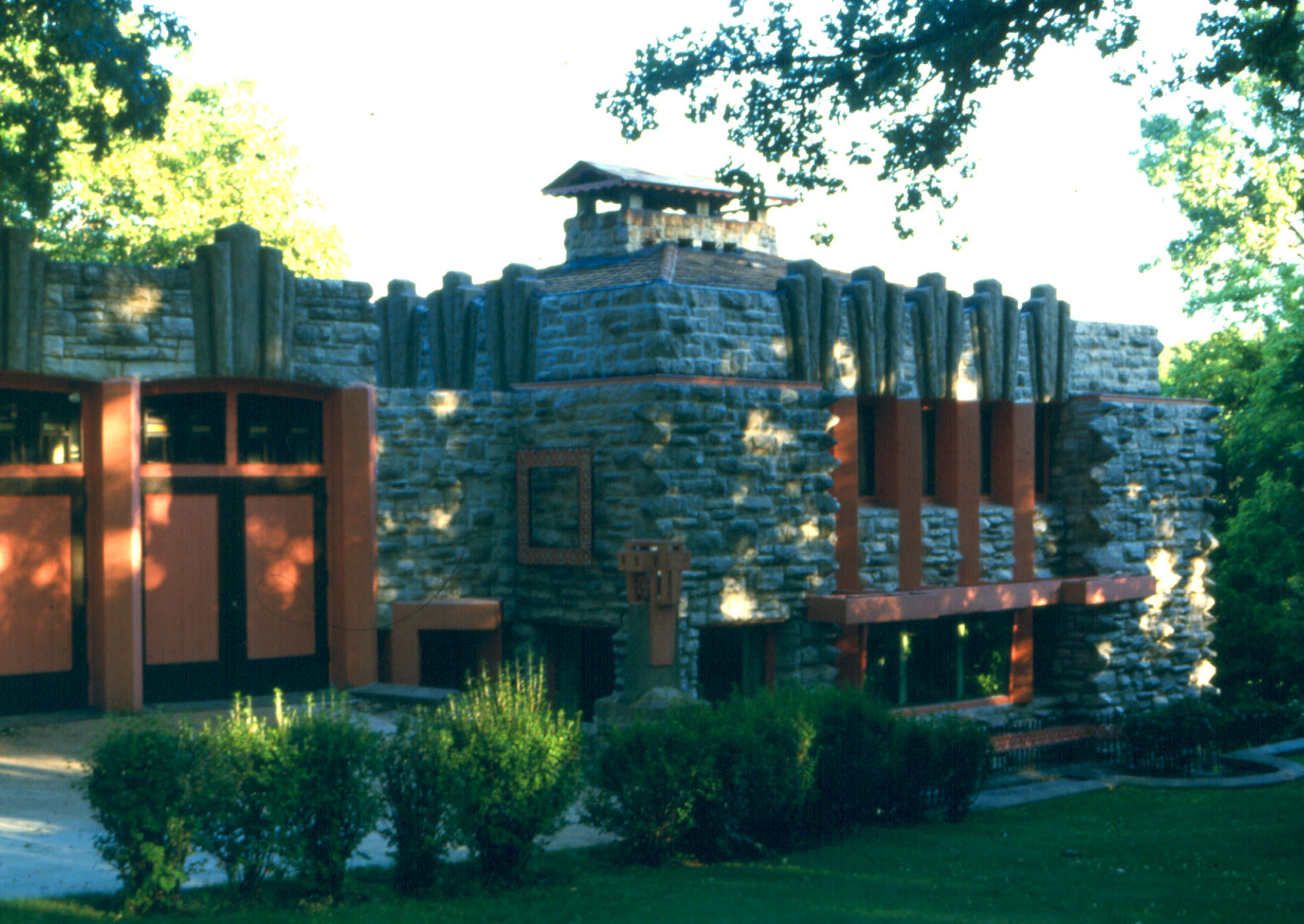
Casa Melson, 1914

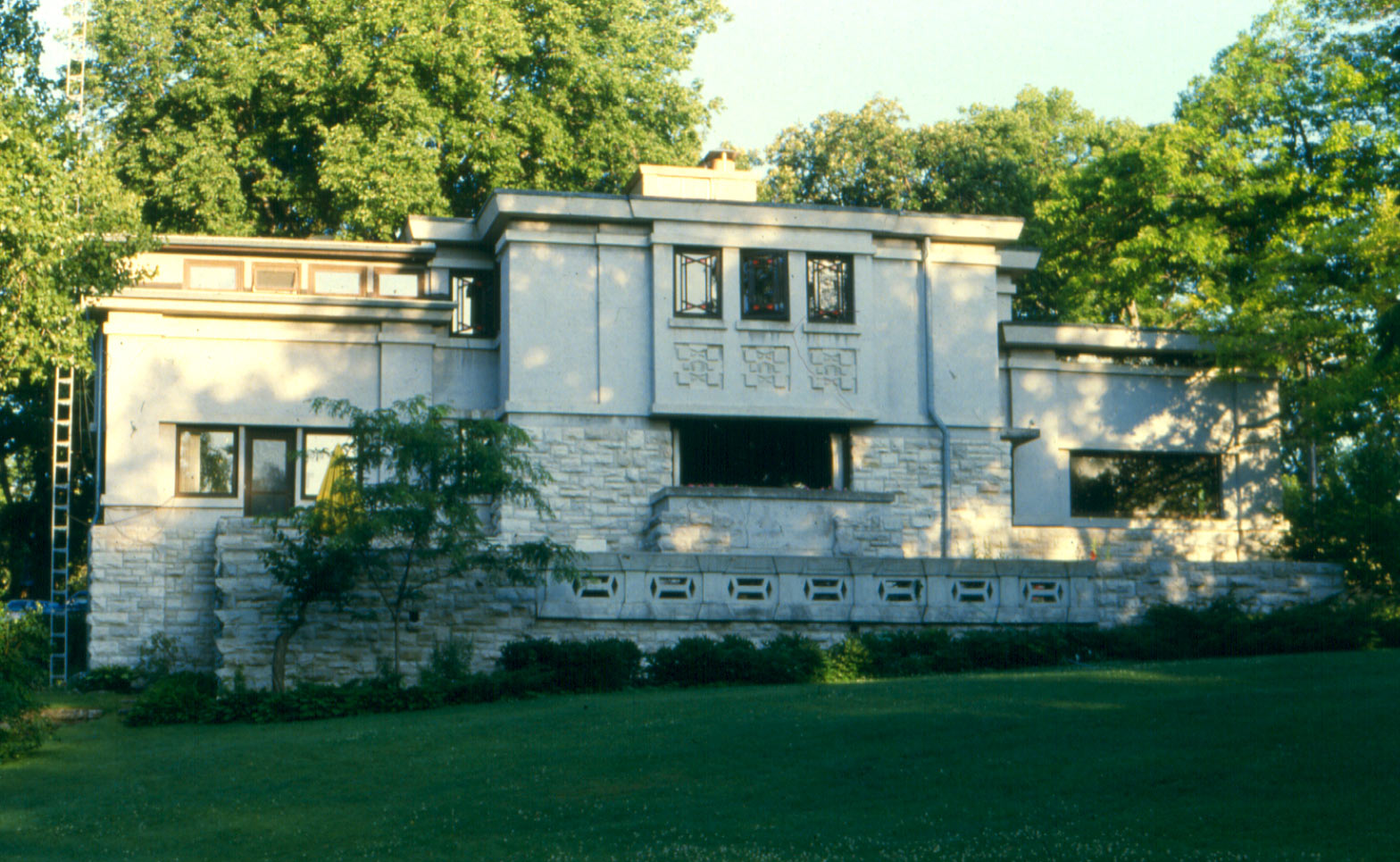
Casa Blythe, 1914

## Canberra

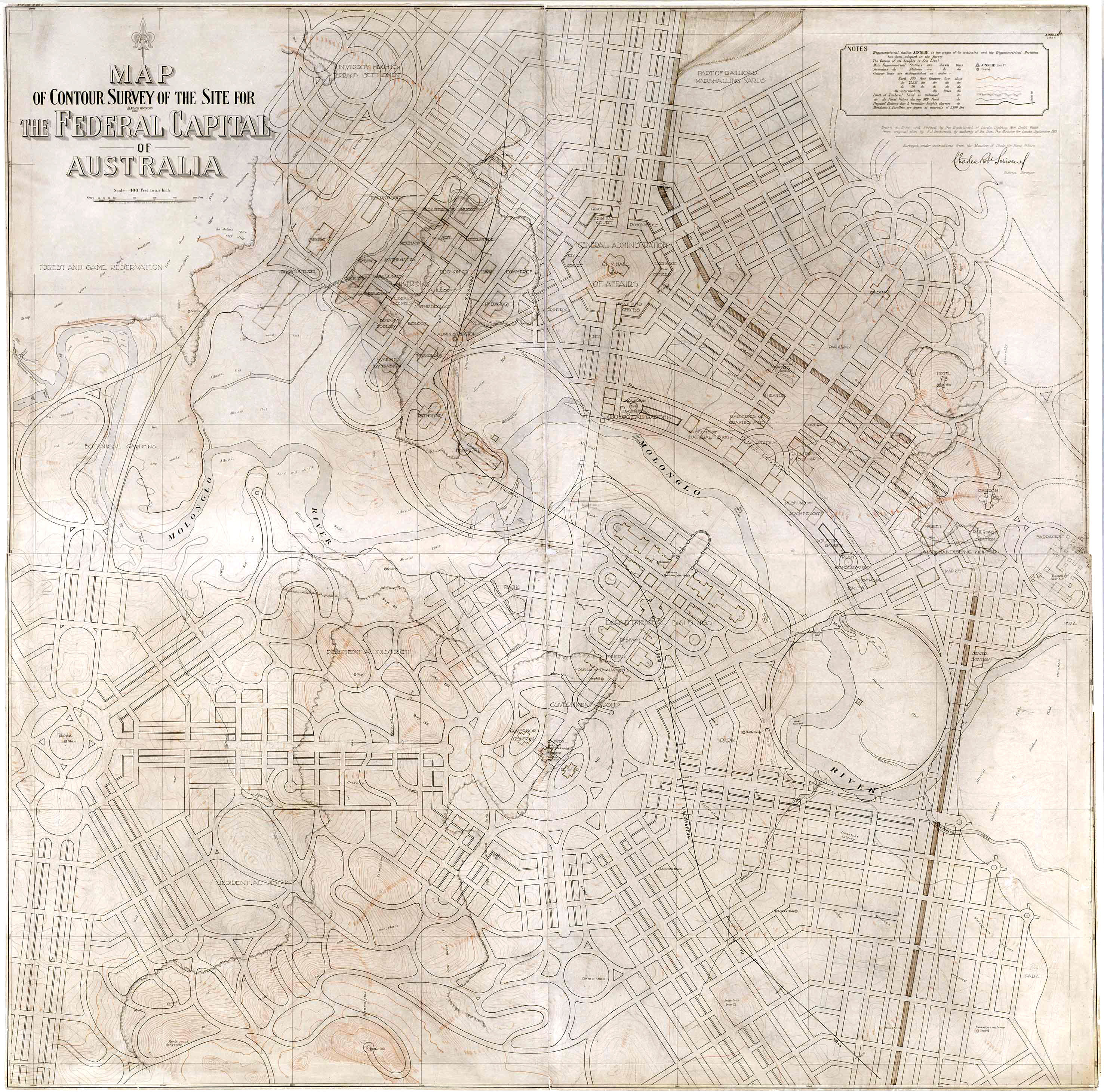
Esboço apresentado por Griffin para a cidade de Canberra

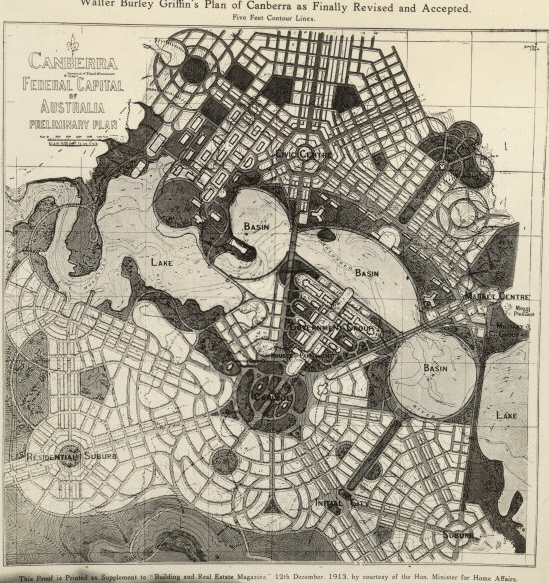
Projeto final aceito para Canberra

Em abril de 1911 o Governo da Austrália patrocinou uma competição international para o projeto de sua nova capital. Griffin apresentou um projeto com ilustrações impressionantes feitas por sua esposa. Souberam da competição apenas em julho anterior, durante sua lua-de-mel, e trabalharam febrilmente para preparar as plantas. Em 23 de maio de 1912, o projeto de Griffin foi escolhido o vencedor entre 137. A vitória gerou significativa cobertura pela imprensa e lhe trouxe reconhecimento público e profissional. Sobre suas plantas ele observou:
"Projetei uma cidade diferente de qualquer outra existente. Planejei de um modo que não esperava que qualquer autoridade existente no mundo pudesse aceitar. Planejei uma cidade ideal - que vem de encontro ao meu ideal de cidade do futuro."
Em 1913 foi convidado pela Austrália para inspecionar o local. Inicialmente deixou Marion responsável pelo do escritório e foi para a Austrália em julho. (Seu escritório em Chicago logo foi entregue a Barry Byrne.) Suas cartas revelam seu apreço pela paisagem australiana. Griffin e a esposa associaram-se a Naturalists' Society of New South Wales em 1914, onde aproveitaram a oportunidade de participar de trilhas pelos bosques e estudos campestres. A Sociedade também facilitou seu contato com a comunidade científica australiana, especialmente os botânicos. Este apreço pela flora da Austrália refletiu-se no projeto de Griffim para a cidade de Leeton na área irrigada de Murrumbidgee, e, depois, em um projeto para o Newman College de Melbourne. Griffin aproveitou os nomes de plantas australianas ao escolher os nomes de bairros e ruas de Canberra, como por exemplo Grevillea Park, Telopea Park, Cliathus Circle e Blandfordia.
Enquanto estava na Austrália, ofereceram a Griffin o cargo de chefe do departamento de arquitetura da Universidade de Illinois. Ao mesmo tempo ele negociava um contrato de três anos com o governo australiano para que ali permanecesse cuidando da implementação de seu projeto, que para sua desilusão, ele sentia que já se havia comprometido. Foi designado diretor de projeto e construção da capital federal. Neste papel, Griffin supervisionou o projeto de Camberra norte e sul, contudo lutando contra obstáculos burocráticos e políticos. Com o início da Primeira Guerra Mundial em 1914, Griffin foi pressionado para reduzir o escopo e escala de seus projetos pois o governo necessitava transferir fundos para o esforço de guerra. Porções do projeto original foram alteradas. Por exemplo, planos de criar as avenidas Westbourne, Southbourne e Eastbourne em complemento à Northbourne Avenue,  foram abandonados, bem como a proposta de uma ferrovia que ligaria Canberra de norte a sul, e então na direção noroeste, à Yass. Uma área de mercado que poderia ser em Russell Hill no norte de Canberra foi movida para o sul, onde hoje situa-se Fyshwick.
O andamento das obras foi mais lento que o esperado, parcialmente devido à falta de fundos e parcialmente à disputas entre Griffin e os burocratas federeis. Neste período, muitas das ideias de Griffin foram atacadas pelos arquitetos e pela imprensa. Em 1917 a Royal Commission determinou que eles haviam enfraquecido a autoridade de Griffin por terem apresentado a ele dados falsos os quais utilizara no desenvolvimento de seu projeto. Enfim, Griffin demitiu-se do projeto de Canberra em dezembro de 1920 ao descobrir que muitos destes burocratas havias sido nomeados para uma agência que cuidaria da construção da cidade. O governo do primeiro-ministro Fifth Hughes havia removido Griffin do cargo de diretor de construção depois de desentendimentos sobre seu papel como supervisor, e em 1921 criou o Federal Capital Advisory Committee, com John Sulman na presidência. Ofereceram uma cadeira a Griffin mas este declinou e encerrou suas atividades em Canberra.
Griffin desenhou diversos prédios para Canberra, nenhum dos quais foi jamais construído. O túmulo do General William Throsby Bridges em Mount Pleasant foi a única estrutura de Griffin a ser construída em Canberra.

## Carreira posterior

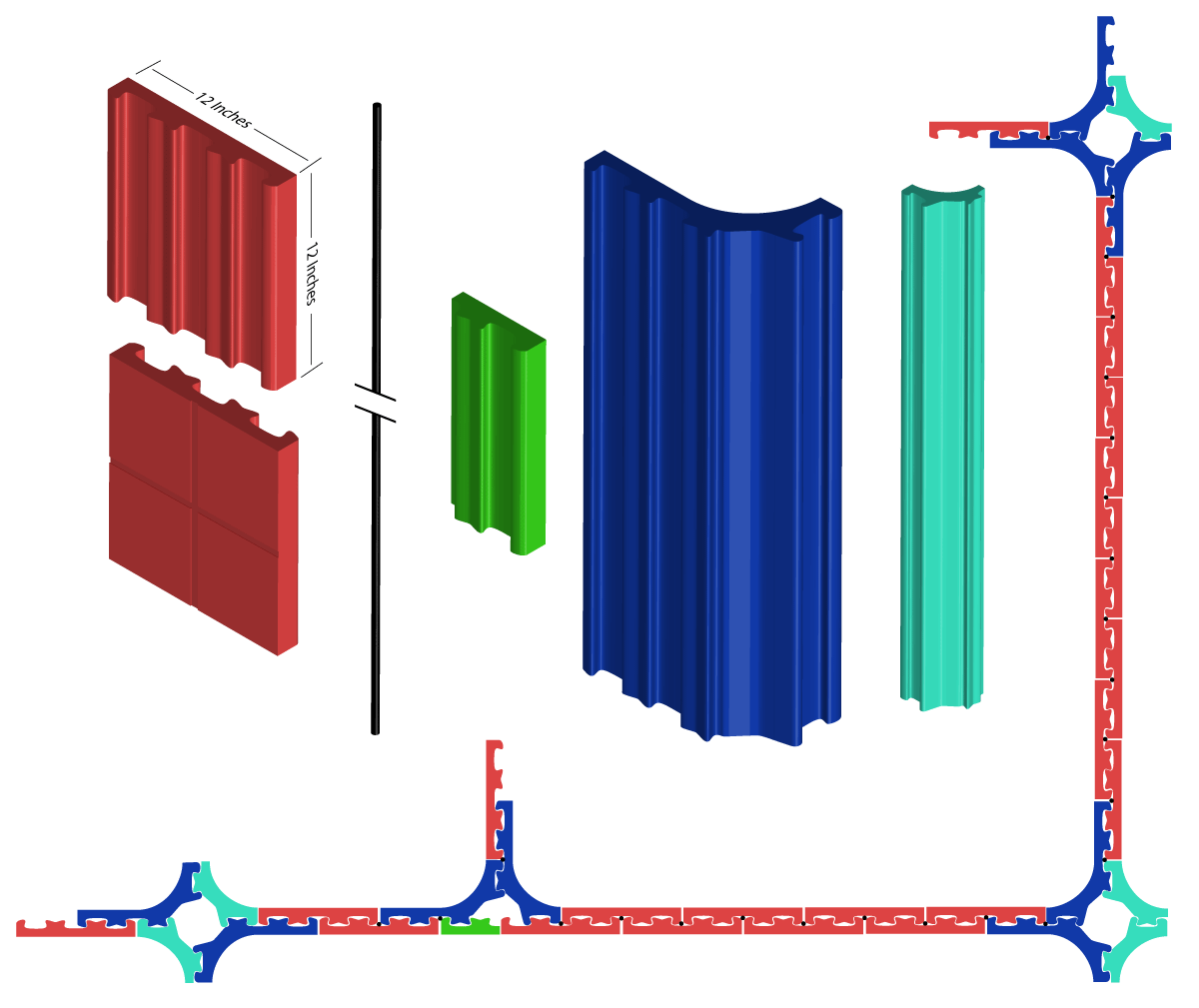
O sistema de construção Knitlock desenhado por Griffin.

Os Griffins haviam fechado o escritório de Chicago em 1917, e, como tiveram sucesso em projetos Melbourne e Sydney, sentiram-se motivados a continuar na Austrália. Receberam propostas de trabalho fora de Canberra desde o momento em que Walter chegou em 1913, desenhando cidades, bairros, e um de seus edifícios mais reconhecidos, o Newman College, faculdade católica da da University of Melbourne, enquanto trabalhava em Canberra. Neste período, Griffin passou muito tempo em Melbourne e, in 1918, tornou-se fundador, com Royden Powell, do Henry George Club, organização devotada a providenciar uma sede para o Single Tax movement. O mais importante projeto do casal Grifiin depois de deixar Canberra foi o Capitol Theatre em Melbourne; inaugurado em 7 de novembro de 1924. Em 1964 o especialista em arquitetura Robin Boyd descreveu o Capitol como "o melhor cinema construído até hoje ou a ser construído um dia".
Em 1916 e 1917 Griffin desenvolveu um sistema de construção modular em concreto conhecido como "Knitlock", para uso na construção de Canberra. Nenhum prédio Knitlock foi construído ali, contudo, diversos foram em outras partes do país. O primeiro foi construído na propriedade dos Griffin em Frankston em 1922, duas casa de veraneio chamadas "Gumnuts". Os melhores exemplos de Knitlock incluem a Casa S.R. Salter em Toorak e a Casa Paling. Frank Lloyd Wright desenvolveu um sistema similar e utilizou os desenhos de Griffin em apoio à discussão sobre seu projeto.

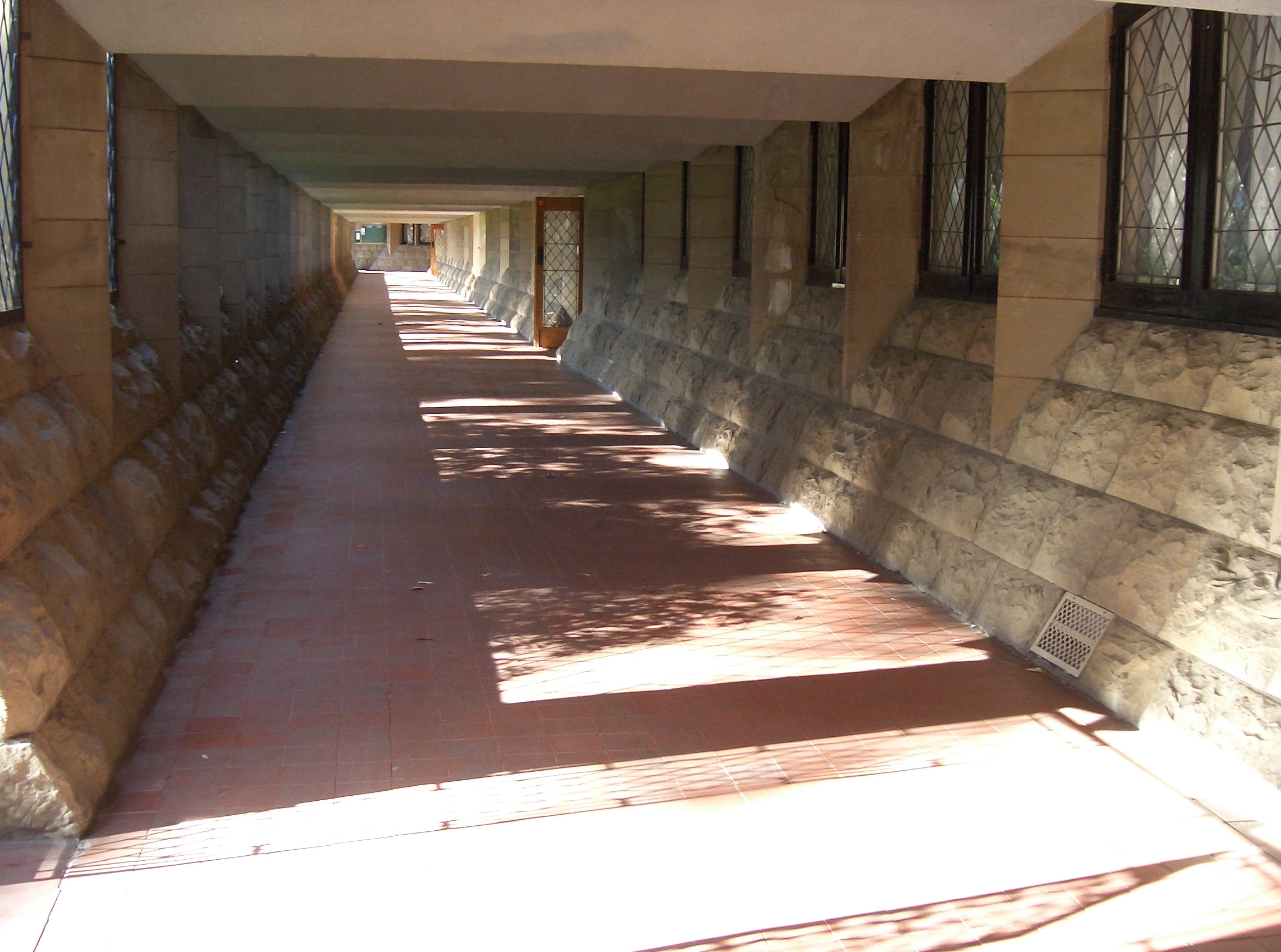
Corredor da Mannix Wing no Newman College, University of Melbourne

Em 1919 os Griffins fundaram a Greater Sydney Development Association (GSDA), e em 1921 compraram 259 hectares de terra em North Sydney. O objetivo da GSDA era o desenvolvimento de uma comunidade idílica com arquitetura consistente em um ecossistema conhecido como bushland. Walter Burley Griffin como diretor da GSDA projetou todos os edifícios construídos no local até 1935. Castlecrag foi o primeiro subúrbio a ser desenvolvido pela GSDA. A Casa Redding e muitas outras em Castelcrag também foram construídas no sistema Knitlock. Quase todas as casa que Griffin projetou em Castlecrag eram pequenas e tinham cobertura plana, com jardim interno em muitas delas. Griffin empregou o então novo conceito de incluir plantas nativas em seus projetos.
Outros trabalhos dos Griffin neste período incluem os distritos de Glenard e Mount Eagle em Eaglemont. Antes de 1920 projetara as cidades de Leeton e Griffith em New South Wales. Griffin e o arquiteto J. Burcham Clamp desenharam um grande túmulo construído no Waverley Cemetery, Sydney, entre 1914 e 1916, para James Stuart, o qual ainda é um bom exemplo do senso de "monumentalidade em escala humana" de Griffin. (SMH 21 July 1998 Tomb by Burley Griffin sheds darkness and light).

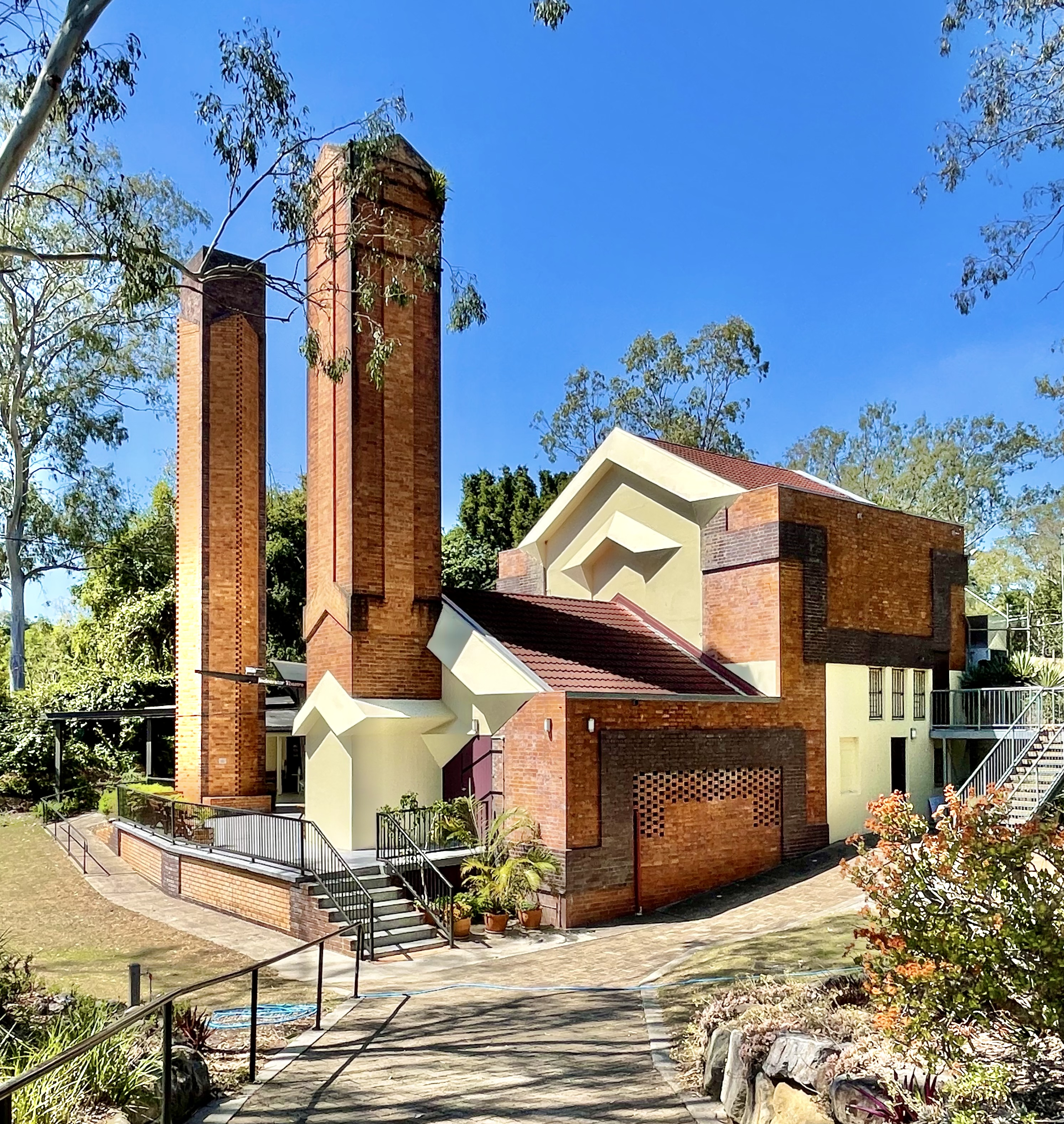
Incinerador Walter Burley Griffin, Ipswich, Queensland

Em 1922, os Griffin participaram da celebrada competição para a Tribune Tower em Chicago. tendo vencido uma famosa competição internacional, como arquitetos que eram tanto bem relacionados em Chicago como reconhecidos como visionários experimentados, eles ofereceram uma solução que era positiva, elegante e arrojada. De fato sua proposta parece estar uma década à frente de seu tempo, com sua verticalidade enfática e linhas Art Deco ou Arte Moderna. Antecipou e poderia ser vizinha próxima do Chicago's 333 North Michigan de Holabird & Roche (1928); com ecos estilísticos no Bullocks Wilshire de John e Donald Parkinson, em Los Angeles (1929), bem como na Boston Avenue Methodist Church,Tulsa (1929), de Adah Robinson eBruce Goff.
Nos anos 1920 executaram projetos para Milleara Estate (também conhecidos como City View) em Avondale Heights, e a Ranelagh Estate em Mount Eliza, em conjunto com os desenvolvedores Tuxen and Miller. Durante os anos da Grande Depressão Americana, Griffin estava encarregado do projeto dos incineradores Willoughby no subúrbio Willoughby em Sydney. Este é um bom exemplo de seu trabalho e apenas um dos 12 projetos entre 1930 e 1938. Em 1999 o prédio foi incluído no New South Wales State Heritage Register. Outro incinerador foi construído no bairro de Pyrmont, próximo ao centro de Sydney, mas foi demolido em 1992 devido ao estado precário da construção.

## Índia
Durante o período da GSDA, os Griffin envolveram-se com a antroposofia, e em 1935 por meio de contatos neste movimento, Griffin recebeu a encomenda do projeto da biblioteca da University of Lucknow em Lucknow, Índia.
Apesar de ter planejado ficar na Índia apenas até completar os desenhos da biblioteca, logo recebeu mais de 40 encomendas, incluindo o edifício da University of Lucknow Student Union; um museu e biblioteca para o Rajá de Mahmudabad; uma zenana (alojamentos femininos) para o  Raja de Jahangirabad; o Pioneer Press building, um banco, escritórios municipais, diversas residências, e um memorial para George V. Também ficou encarregado pelo projeto da United Provinces Exhibition of Industry and Agriculture 1936–1937. Seus 53 projetos para o local de 40 mil m² incluíam um estádio, arena, mesquita, imambara, galeria de arte, restaurante, bazar, pavilhões, rotunda, arcada, e torres, contudo apenas parte de seus elaborados desenhos foram integralmente executados. Griffin inspirou-se na arquitetura e cultura indianas, modificando as formas de modo a criar uma "arquitetura moderna indiana". Griffin foi capaz de expandir seu vocabulário estético de modo a criar uma arquitetura expressiva e exuberante que refletia tanto tanto a marca do local como o espírito de época. Na Índia, Griffin publicou numerosos artigos na Pioneer, periódico de arquitetura, em particular sobre melhorias de projeto de Ventilação. Sua esposa viajou para Lucknow em abril de 1936 e contribuiu em diversos projetos.
Griffin morreu de peritonite no começo de 1937, cinco dias após uma cirurgia na vesícula no King George's Hospital em Lucknow, e foi enterrado no Christian Cemetery em Lucknow. Marion Mahony Griffin supervisionou o término do Edifício Pioneer, no qual estava trabalhando à época de sua morte. Ela fechou os escritórios na Índia, passou a responsabilidade sobre os trabalhos na Austrália para as mãos de seu sócio, Eric Milton Nicholls, e retornou a Chicago.

## Legado
Griffin foi amplamente subvalorizado durante seu tempo na Austrália mas, desde sua morte, há crescente reconhecimento de seu trabalho. Em 1964 quando finalmente Canberra inaugurou seu lago central (como Griffin pretendera), o primeiro-ministro Robert Menzies declinou de ter seu nome no lago e preferiu chamá-lo Lago Burley Griffin. Este tornou-se o primeiro "monumento" em Canberra dedicado ao idealizador da cidade. Desenhos arquitetônicos e outros materiais de arquivo dos Griffins, e sobre eles, encontram-se em numerosas instituições nos Estados Unidos, inclusive no departamento de desenhos e arquivos da Avery Architectural and Fine Arts Library da Columbia University; na Block Gallery em Northwestern University; na Ryerson & Burnham Libraries no Art Institute of Chicago; e na New York Historical Society, bem como em diversos depositários da Australia, incluindo a National Library of Australia, National Archives of Australia, e os arquivos do Newman College da the University of Melbourne.

## Em suas próprias palavras
...."Sou o que se pode chamar naturalista em arquitetura. Não acredito em qualquer escola de arquitetura. Acredito em arquitetura como consequência lógica do ambiente no qual o prédio em mente deve situar-se. ..." Do The New York Times, domingo, 2 de junho de 1912.

## Trabalhos mais importantes

### Estados Unidos
- Casa Alfred W. Hebert - Reforma, 1902, Evanston, Illinois
- Casa W.H. Emery, 1903, Elmhurst, Illinois
- Casa Adolph Mueller , 1906
- Apartamento Mary H. Bovee, 1907
- Casa John Gauler, 1908, Chicago, Illinois
- Casa William S. Orth, 1908, Winnetka, Illinois
- Casa Edmund C. Garrity, 1909
- Casa Ralph Griffin, 1909, Edwardsville, Illinois
- Casa Edmund C. Garrity, 1712 W. 104th Place, Chicago, Illinois, 1909
- Casa William B. Sloan, 1910
- Casa Harry N. Tolles, 10561 S. Longwood Drive, Chicago, Illinois, 1911
- Casa Harry G. Van Nostrand, 1666 W. Griffin PIace, Chicago, Illinois, 1911
- Casa Russell L. Blount I, 1724 W. Griffin Place, Chicago, Illinois, 1911
- Casa Joshua Melson, 1912, Mason City, Iowa
- Casa Russel L. Blount II, 1950 W. 102nd Street, Chicago, Illinois, 1912–1913
- Casa Jenkinson, 1727 W. Griffin Place, Chicago, Illinois, 1912–1913
- Casa Walter D. Salmon, 1736 W. Griffin PIace, Chicago, Illinois, 1912–1913
- Casa Newland, 1737 W. Griffin Place, Chicago, Illinois, 1913
- Casa Ida E. Williams, 1632 W. Griffin Place, Chicago, Illinois (baseada no projeto de Von Nostrand, construída por Blount), 1913
- Casa William R. Hornbaker, 1710 W. Griffin Place, Chicago, Illinois, (baseada no projeto de Von Nostrand, construída por Blount), 1914
- Casa  James Frederic Clarke, 1731 W. Griffin Place, Chicago, Illinois, (baseada no projeto de Von Nostrand, construída por Blount), 1913
- Casa Harry C. Furneaux, 1741 W. Griffin Place, Chicago, Illinois, (baseada no projeto de Von Nostrand, construída por Blount), 1913
- Casa James Blyth, Mason City, Iowa
- Biblioteca Stinson Memorial, Anna, Illinois

### Austrália

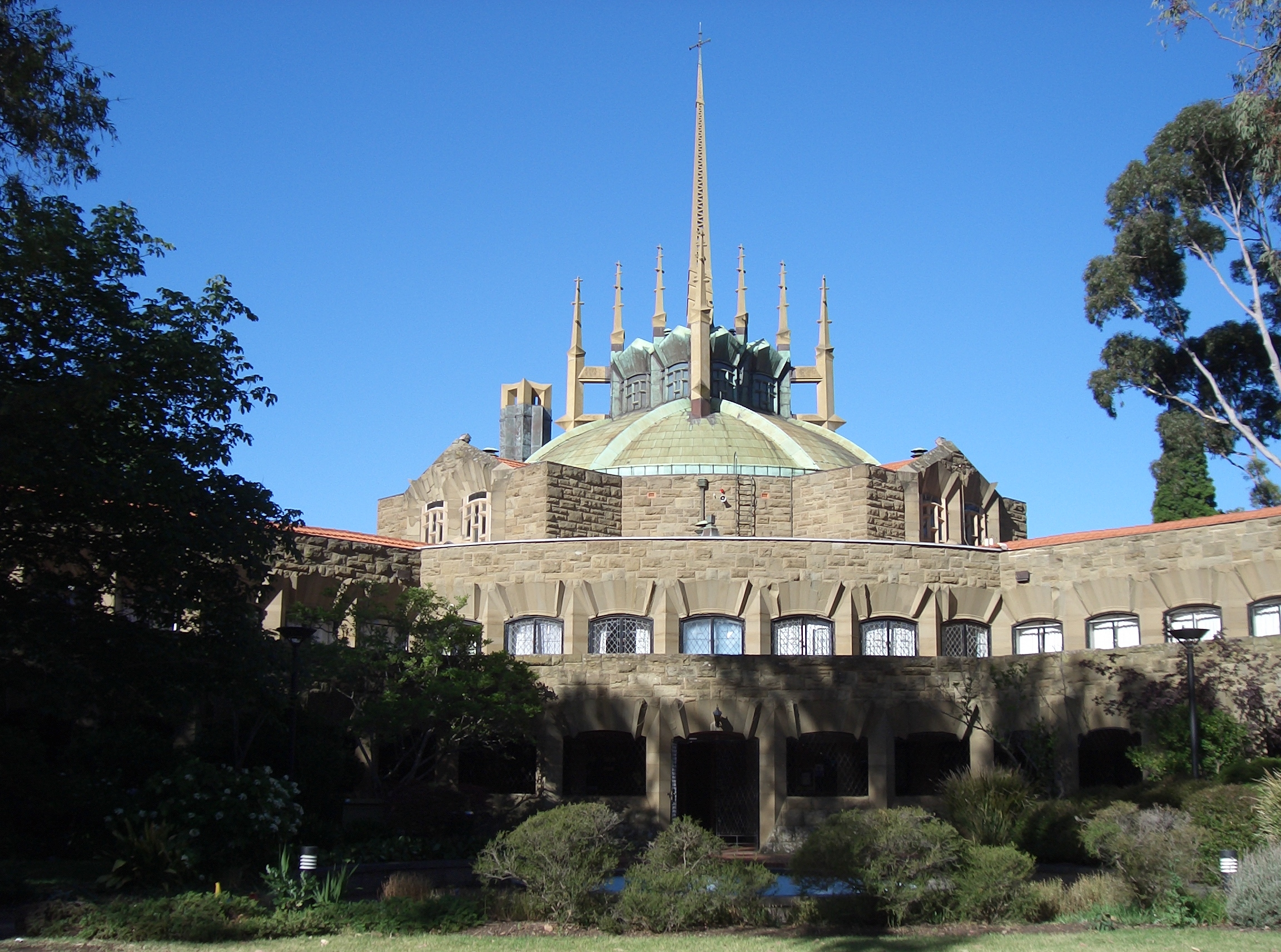
Newman College

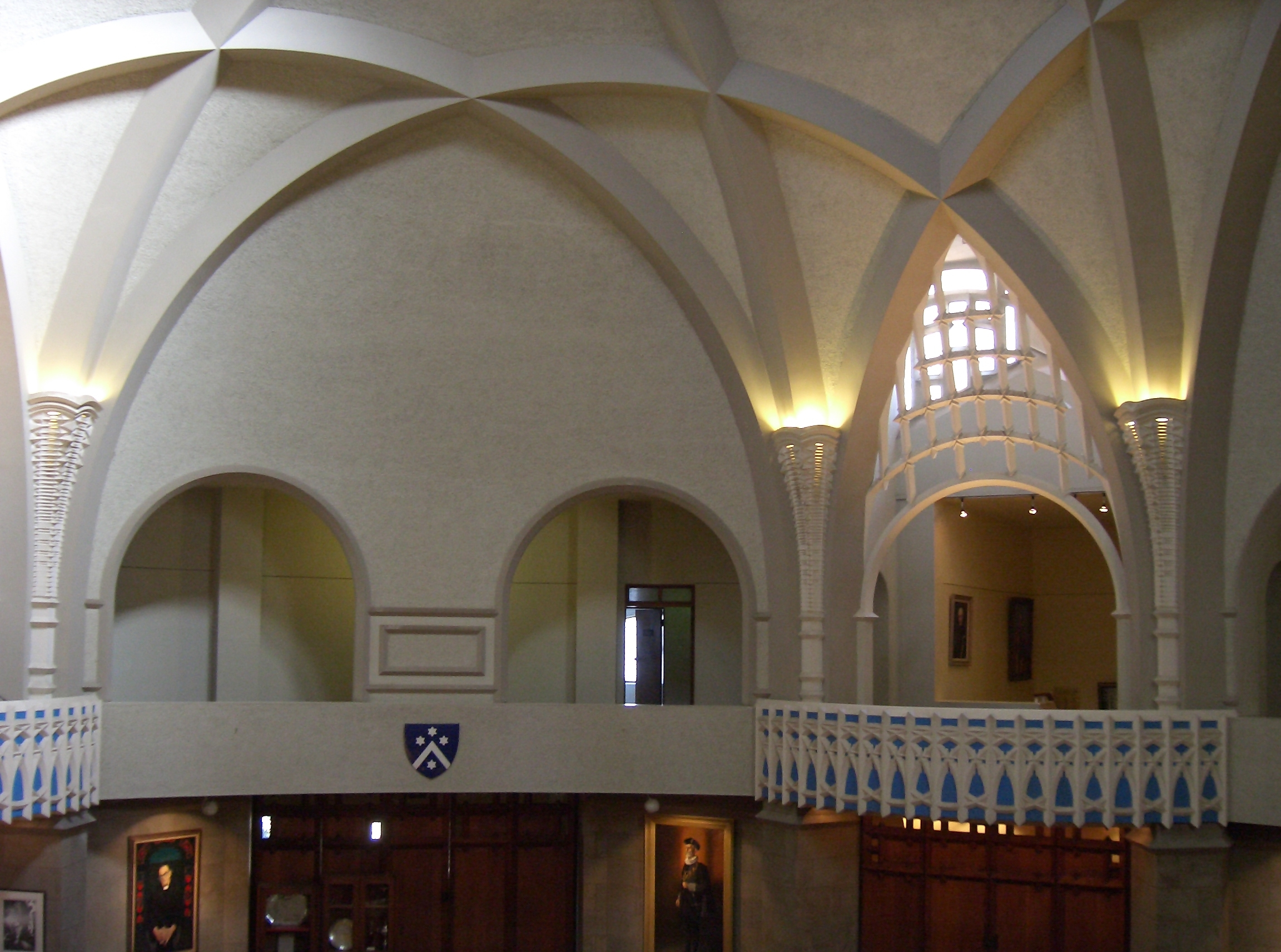
Newman College - interior da sala de jantar

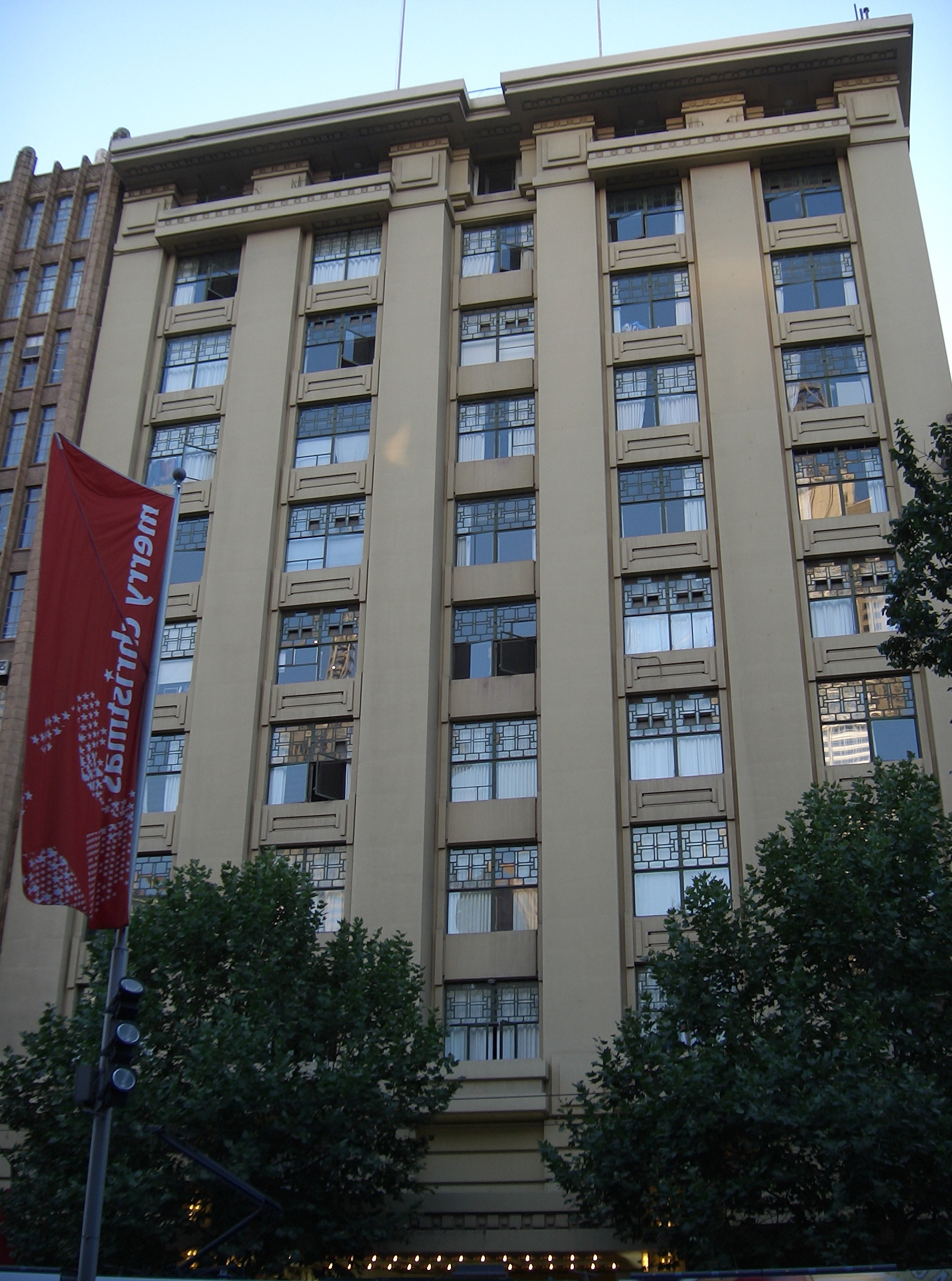
Capitol Theatre

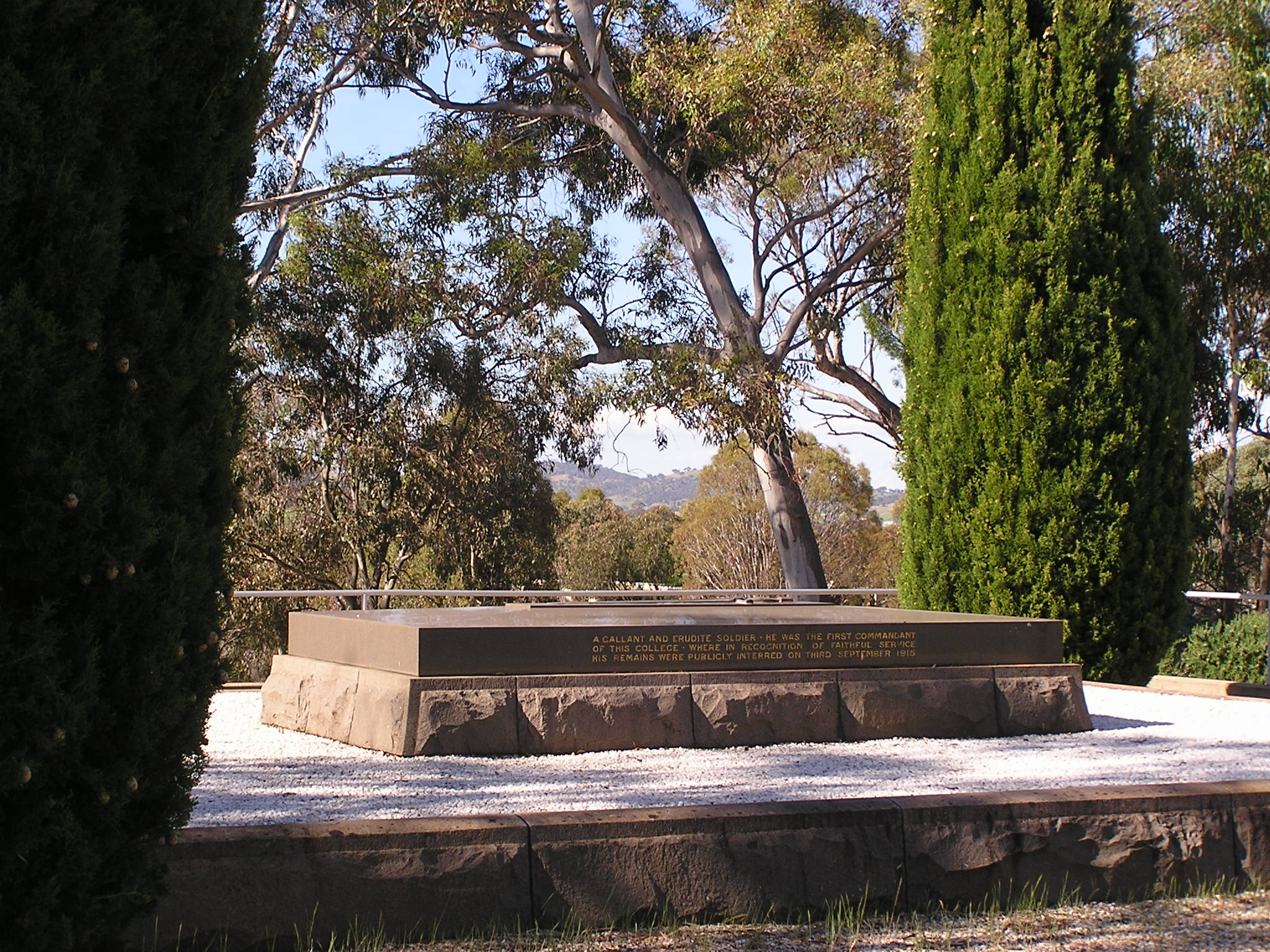
Túmulo do General Bridges projetado por Griffin

- Canberra, 1914–1920
- Leeton, 1914
- Griffith, 1914
- Eaglemont, 1915
- Newman College, University of Melbourne, 1916–1918
- Café Australia, Melbourne, 1916
- Capitol Theatre, Melbourne 1924
- Palácio de dançe, St Kilda 1925 (destruído pelo fogo)
- Casa Leonard, Elizabeth Street Melbourne 1925 (demolido)
- Castlecrag, 1925
- Castle Cove, 1930
- Paris Theatre, Sydney, 1915 (demolido)
- Incinerador Pyrmont, terminado em 1936 (demolido)
- Willoughby Incinerator, 1932

## Mostras online
- Walter Burley Griffin: in his own right, Public Broadcasting Service
- An Ideal City? The 1912 Competition to Design Canberra exibição online desenvolvida pelos National Archives of Australia, National Library of Australia e National Capital Authority